# Tequila
Tequila je silný destilovaný alkoholický nápoj vyráběný především v okolí města Tequila v mexickém státě Jalisco, 50 km od Guadalajary. Vyrábí se z mexického druhu Agave tequilana, zvané Weberova modrá agáve. Nejběžnější druhy tequily obsahují 38 až 40 % alkoholu. Někdy se chybně uvádí, že vynálezci tequily jsou indiáni – ti však vůbec neznali proces destilace. První tequilu začali vyrábět až španělští kolonizátoři.
Podle mexických zákonů se může tequila vyrábět pouze v pěti oblastech. A to v celém státě Jalisco, kde je nejvíce rozšířen výskyt Weberovy modré agáve. Dále pak v určitých oblastech států Guanajuato, Michoacán, Nayarit a Tamaulipas.
Na každé láhvi tequily by mělo být označení NOM a číslo. Název NOM znamená zkratku „Norma Oficial Mexicana“. Je to ochranná známka tequily mexickým zákonem. Číslo připojené ke zkratce NOM uvádí místo, kde byla tequila vyrobena.

## Výroba

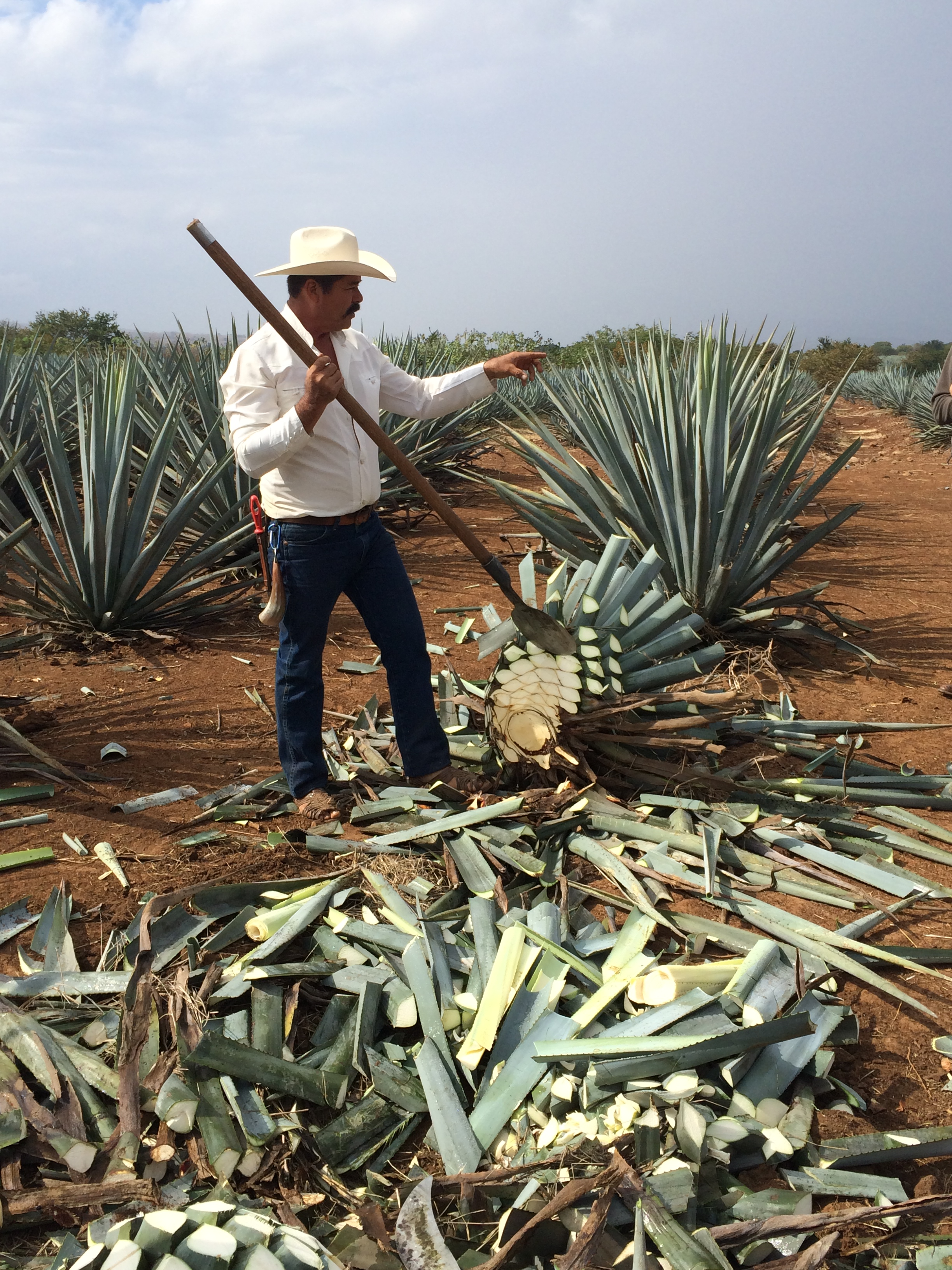
Jimador ořezává tuhé listy agáve speciálním ostřím coa

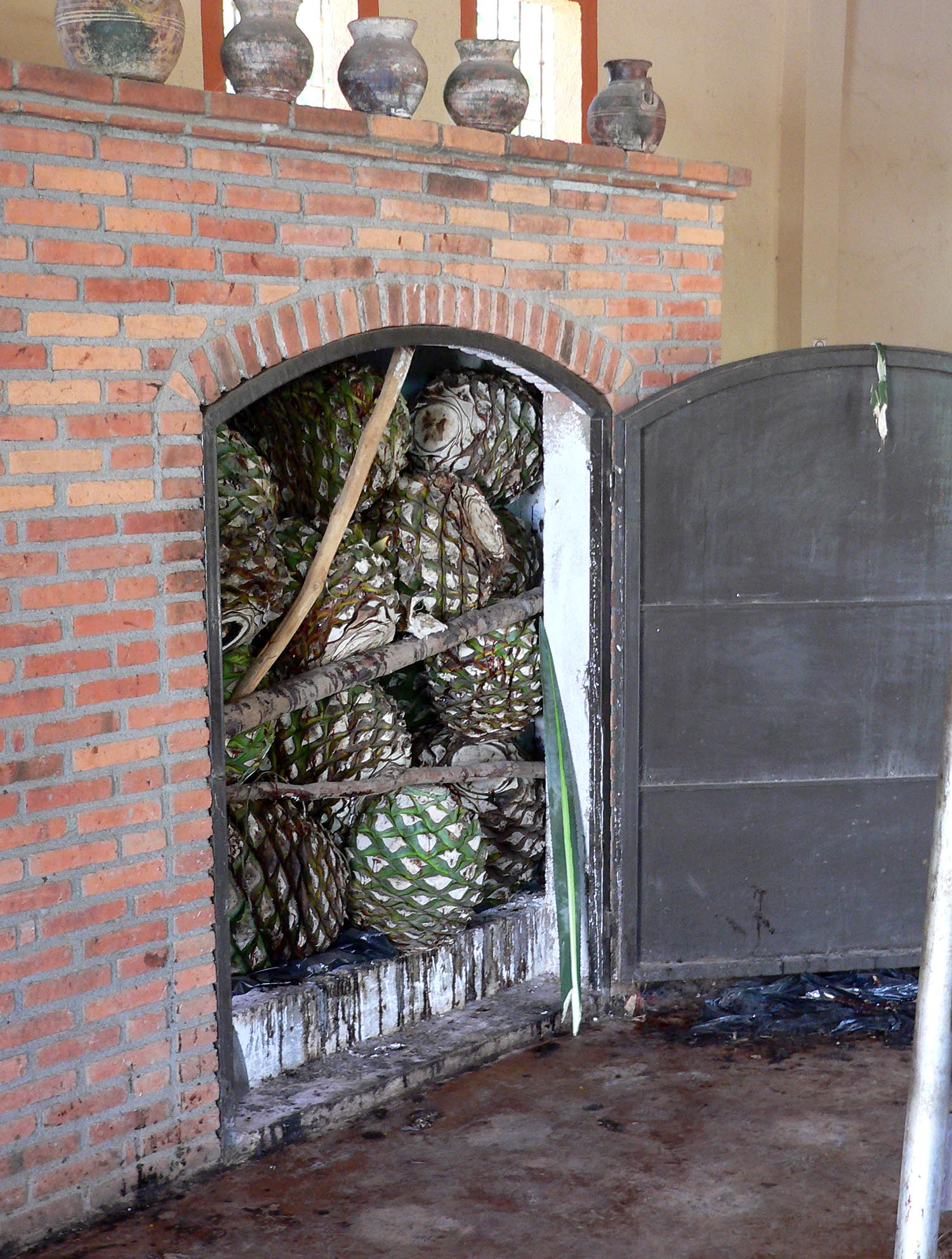
Pec v lihovaru naplněná agáve piñas, první krok ve výrobě tequily po sklizni

Po osmi až deseti letech pěstování a ošetřování Weberovy modré agáve nastává období zralosti, kdy se tuhé listy rostliny osekají ze srdce agáve - tzv. piña. Piña se posléze dopraví do palírny, kde je s pomocí speciálního nože - coa - půlena.
Rozřezané části se vloží do kotle vytápěného parou, kde se několik hodin vaří. Vůně varu připomíná marmeládu. Dlouhý var rozruší pletiva, škrob se rozloží na zkvasitelné cukry, šťáva se zahustí a dojde ke změně barvy z bílé až na hnědou.
Hmota připomínající povidla se lisuje a naředí vodou, protože nyní bude tři dny kvasit v kádích. Destiluje se dvakrát až třikrát na lihovost v rozmezí 50 - 60%. Vzniklý destilát ještě není tequilou ale tzv. tubou (tuba).
Ve finální fázi se může tuba uložit k zaokrouhlení chuti a vůně do inertních nádob nebo se nechá zrát v dubových sudech.

## Druhy tequily
Jednotlivé druhy tequily se od sebe liší. Obecně lze tequily rozdělit podle toho, zda všechny cukry pro kvašení pocházejí pouze z modré agáve, nebo zda byly použity i další cukry (nejčastěji třtinový cukr). Tequila, která je pouze z agáve, pak nese označení 100% Blue Agave Tequila, ostatním tequilám se říká Tequila mixto. Dále se rozlišují druhy tequily podle toho, jak dlouho zrála v sudu:
Silver tequila - stříbrná tequila dostala prostor pouze v nerezových tancích, nebo byla po velmi krátkou dobu v sudu. Můžeme se setkat s označíme "plata" nebo "blanco". Správně se nepije s citronem a solí, tento způsob konzumace se rozšířil jako marketingový trik pro lepší prodej méně kvalitních tequil.
Gold tequila - zlatá varianta se vyrábí ze stříbrné a při výrobě je dobarvována. Má zlatavou barvu právě díky dobarvování karamelem. Pití zlaté tequily s pomerančem a skořicí je stejně jako u stříbrné tequily pouze prodejním trikem, ale není to správný způsob konzumace.
Reposado tequila - "Reposado" znamená uleželý nebo odpočatý. Reposado tequila je kvalitní tequila, nemá v sobě žádná barviva, všechnu barvu získala ležením v sudu. Zraje až 11 měsíců v dřevěných sudech. Agáve lze cítit jak z vůně tak z chuti.
Añejo tequila - "Añejo" lze označit termínem letitý. Añejo tequila zraje v dřevěných sudech až tři roky.
Extra añejo tequila - "Extra añejo" znamená extra letitý. Tato kategorie se rozlišuje až od roku 2006. Extra añejo se označují tequily, které v sudech zrají více než tři roky. V chuti jsou cítit tóny skořice a vanilky, chuť agáve je oproti předchozím druhům slabší.